# Årstautställningen

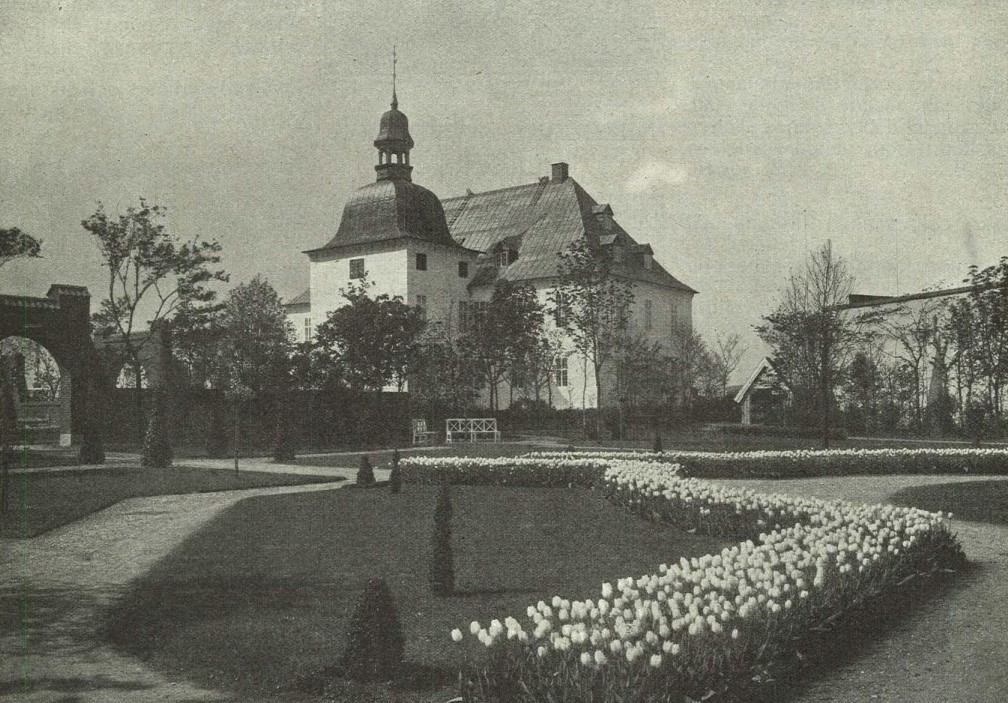
Årstautställningen på Baltiska utställningen i Malmö 1914.

Årstautställningen var en avdelning inom Baltiska utställningen, vilken anordnades i Malmö 1914.
Utställningen arrangerades av Fredrika Bremer-förbundet visade en översikt över den svenska kvinnorörelsen och kampanjen för kvinnlig rösträtt som den hade sett ut fram till dess, med medverkan från både borgerliga och socialistiska kvinnor.
Det var en uppmärksammad utställning för sin tid. 
Utställningen organiserades av Gertrud Törnell, Signe Laurell och Lilly Hellström. Det fick sitt namn efter Årsta slott, som var bostad åt den svenska kvinnorörelsens pionjärfigur Fredrika Bremer och utställningsbyggnaden var en kopia av denna byggnad. Detta var en idé av Carin Wästberg, som också ansvarade för utställningens inredning. Trädgården i anslutning till byggnaden anlades av Else Dahl i samarbete med stadsträdgårdsmästare Gunnar Isberg.